# Anakasia simplicifolia
Anakasia simplicifolia és una espècie botànica de la família de les Araliàcies, i l'única espècie del gènere Anakasia. És endèmica de l'occident de Nova Guinea.